# 2016 у Тернопільській області

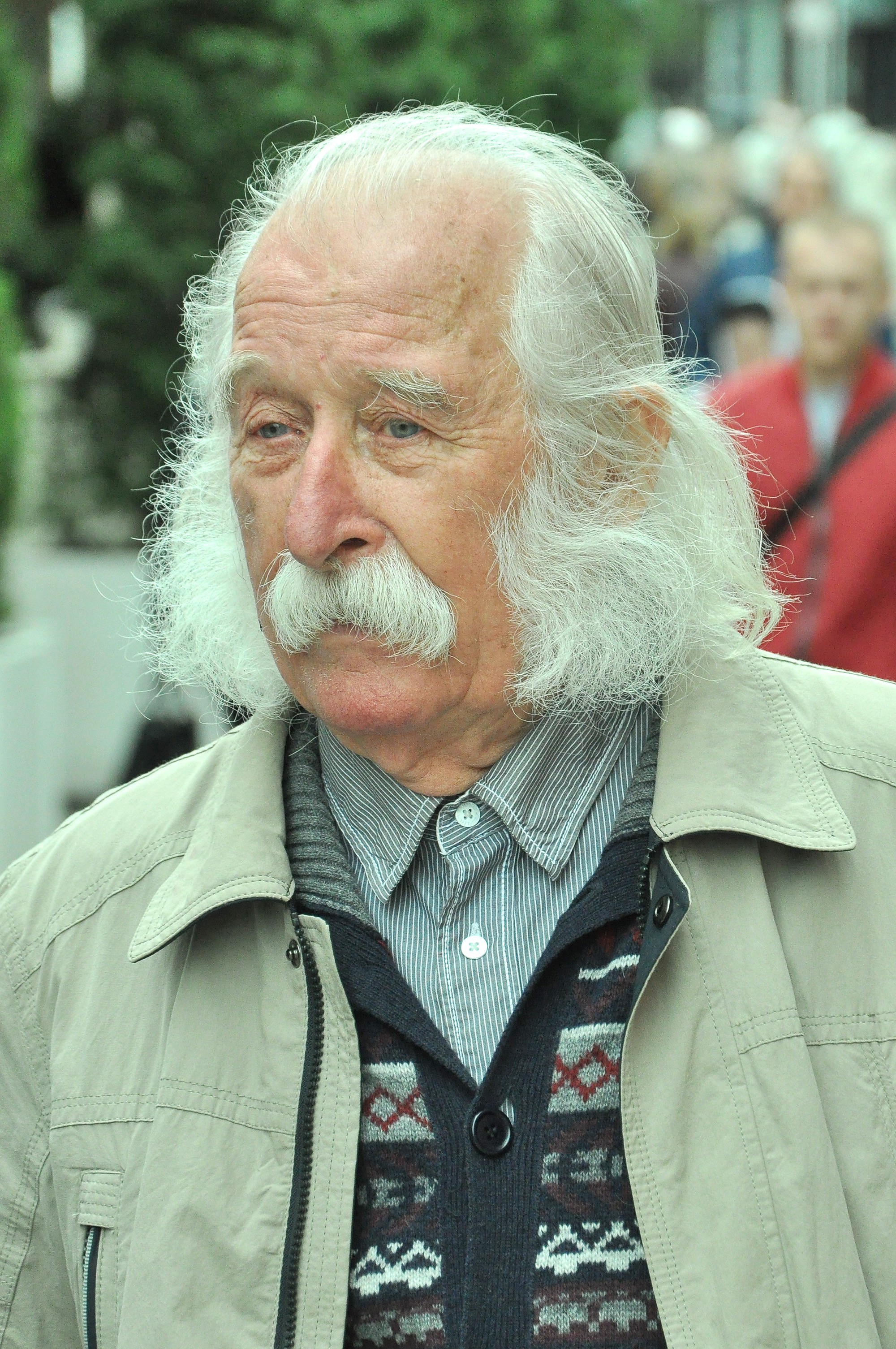
Іван Марчук

| Роки в Тернопільській області: ← · 2000 · 2001 · 2002 · 2003 · 2004 · 2005 · 2006 · 2007 · 2008 · 2009 · 2010 · 2011 · 2012 · 2013 · 2014 · 2015 · 2016 · 2017 · 2018 · 2019 · 2020 · 2021 · 2022 · 2023 · 2024 · 2025 Див. також: XIX століття · XX століття |

2016 рік у Тернопільській області:
- Рік Івана Марчука[1]

## Міста-ювіляри
- 560 років із часу заснування міста Борщева (1456).
- 920 років із часу заснування міста Микулинці (1096).

## Річниці

### Річниці заснування, відвідування, подій

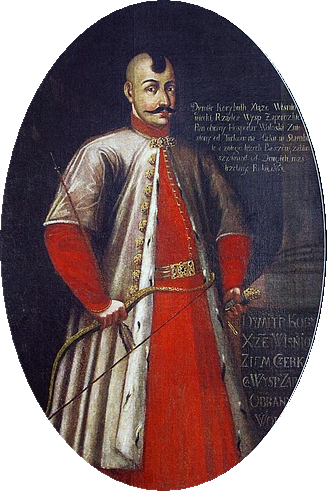
Князь Дмитро Вишневецький

- 70 років тому (1946) засновано Чортківський державний медичний коледж.
- 50 років тому (30.06.1966) засновано Тернопільський національний економічний університет.
- 25 років тому (1.05.1991) засновано Тернопільський обласний художній музей.
- 25 років тому (1991) засновано Всеукраїнську літературно-мистецьку премію імені Братів Богдана та Левка Лепких.
- 25 років тому (6.12.1991) засновано Підгаєцький район;
- серпень-вересень — 100 років із часу героїчних боїв на Лисоні (1916).
- жовтень-листопад — 170 років із часу перебування Т. Г. Шевченка на Тернопіллі (1846).

### Річниці від дня народження
- 500 років від дня народження князя, першого гетьмана Запорізької Січі Дмитра Вишневецького (бл. 1516 —жовтень 1563).
- 3 січня — 90 років від дня народження українського вченого-літературознавця, бібліографа, дослідника побуту й етнографії, доктор філології Олександр Малицький (нар. 1926).
- 6 січня
  - 60 років від дня народження українського письменника, літературознавця, редактора, науковця Петра Сороки (нар. 1956).
  - 60 років від дня народження української літераторки Богдани Дерій (нар. 1956).4
- 21 січня — 135 років від дня народження українського поета, перекладача, журналіста, театрально-музичного критика, актора, режисера, громадського діяча Степана Чарнецького (1881—1944).
- 8 лютого — 60 років від дня народження українського композитора, педагога Юрія Кіцили (нар. 1956).
- 12 лютого — 130 років від дня народження українського співака (тенор), актора і режисера Василя Коссака (1886—1932).
- 13 лютого — 70 років від дня народження українського письменника Володимира-Владислава Присяжного (нар. 1946).
- 25 березня — 60 років від дня народження українського бібліотекаря-бібліографа, діячки культури Мирослави Хмурич (1956—2010).
- 27 березня — 60 років від дня народження українського вченого в галузі медицини Степана Вадзюка (нар. 1956).
- 17 (за іншими даними — 16) квітня — 200 років від дня народження українського поета, драматурга, публіциста, священика, громадського діяча Рудольфа Моха (1816—1882).
- 26 квітня — 170 років від дня народження українського природознавця, педагога, мовознавця, письменника Івана Верхратського (1846—1919).
- 4 травня — 60 років від дня народження української письменниці, драматурга Лесі Білик (нар. 1956).
- 12 травня — 80 років від дня народження українського художника Івана Марчука (нар. 1936).
- 12 травня — 60 років від дня народження українського вченого в галузі технічної теплофізики Бориса Басока (нар. 1956).
- 13 травня — 60 років від дня народження українського естрадного співака Ігоря Бердея (нар. 1956).
- 19 травня — 80 років від дня народження українського краєзнавця, етнографа, літературознавця, громадського діяча Остапа Черемшинського (1936—2015).
- 6 червня — 160 років від дня народження українського письменника, публіциста, педагога Іларіона Грабовича (1856—1903).
- 7 червня — 140 років від дня народження українського літературного критика, перекладача, журналіста, громадського діяча Лева Турбацького (1876—1900).
- 18 червня — 80 років від дня народження українського письменника, публіциста, педагога Арсена Паламара (нар. 1936).
- 27 червня — 60 років від дня народження українського педагога, журналіста, літературознавця Петра Довгошиї (нар. 1956).
- 7 серпня — 110 років від дня народження українського художника Леопольда Левицького (1926—2011).
- 11 серпня — 90 років від дня народження українського літературознавця, бібліографа, архівіста, журналіста Петра Баб'яка (1926—2011).
- 22 серпня — 70 років від дня народження українського співак, педагог Йосипа Сагаля (нар. 1946).
- 26 серпня — 140 років від дня народження українського актора, режисера Василя Юрчака (1876—1914).
- 29 серпня — 60 років від дня народження українського музиканта, педагога Михайла Рудзінського (нар. 1956).
- 24 вересня — 60 років від дня народження українського журналіста, письменника, громадського діяча Василя Тракала (нар. 1956).
- 28 вересня — 80 років від дня народження українського літературознавця, краєзнавця, заслуженого працівника культури України Гаврила Чернихівського (1936—2011).
- 28 вересня — 80 років від дня народження українського редактора, літератора, художника-аматора Ярослава Тучапського (1936—2011).
- 3 жовтня — 90 років від дня народження канадського хорового диригента, педагога, громадського діяча, доктора теології українського походження Володимира Климківа (1926—2000).
- 9 жовтня — 130 років від дня народження української дитячої письменниці Іванни Блажкевич (1886—1977).
- 30 жовтня — 150 років від дня народження українського фольклориста, етнографа, культурного діяча Луки Гарматія (1866—1924).
- 21 листопада — 100 років від дня народження українського актора та режисера, народного артиста України Ярослава Геляса (1916—1992).

## Події

### Січень
- 4 січня — друга сесія Тернопільської обласної ради шостого скликання прийняла бюджет Тернопільської області на 2016 рік.
- 11 січня — Тернопільську область відвідав Президент України Петро Порошенко: в с. Соколів Теребовлянського району відкрив школу, відвідав військову частину та підприємство ТОВ «СЕ Борднетце-Україна» в Тернополі.

### Лютий
- 6 лютого — 2 сесія Тернопільської обласної ради шостого скликання.
- 17—19 лютого — чемпіонат світу із зимової риболовлі на Касперівському водосховищі[2].

### Травень
- 19—20 травня — в Тернополі відбувся Міжнародний інвестиційний форум «Тернопільщина Invest — 2016».

### Червень
- 26 червня — в Бучачі відкрито погруддя Аґнона.

### Липень
- 4—6 липня — у селі Залісся Чортківського району (поблизу печер Млинки) діяв молодіжний патріотичний табір «Лисоня»[3].
- 10 липня — у Теребовлі відбулося Свято замку[4].
- 12 липня — у Тернопільській ОДА ректор медичного університету Михайло Корда підписав угоду з компанією «MEDline Sp.z.o.o.» про створення симуляційного медичного центру на базі ТДМУ.[5]
- 15—17 липня — Всеукраїнська та молодіжні прощі до Зарваниці[6].
- 16—17 липня — в Заліщиках у Молодіжному парку відбувся фестиваль «ЗаліщикиФест» з нагоди 250-річчя з часу надання місту Магдебурзького права та Дня міста[7].
- 28—30 липня — у Тернопільській ОДА відбувся «Форум гостинності»[8].

### Серпень
У липні-серпні відбулася туристична акція «Тернопілля — скарб незалежної країни», яка проводилася задля «вдосконалення іміджу регіону, популяризація нашого краю, пропагування унікальних пам'яток природно-заповідного фонду та архітектури області, привернення уваги громадськості».
- 6—7 серпня — в урочищі «Бичова» біля Монастириська відбувся XVII Всеукраїнський фестиваль лемківської культури «Дзвони Лемківщини»[10].
- 23 серпня — в Тернополі біля пам'ятника Тарасові Шевченку відомим тернопільцям вручили обласні премії в галузі культури[11].

### Вересень
- 1 вересня — у смт Дружба Теребовлянського району за ініціативи радника міністра МКС України Михайла Апостола відкрили школу успіху з юридично-поліцейським профілем[12].
- 4 вересня — на Бережанщині відзначили 100-річчя боїв за гору Лисоню[13].
- 5 вересня — відбулися вибори в 13-ти населених пунктах Тернопільського району[14].
- 10—11 вересня — в оздоровчому комплексі «Лісовий» Бучацького району команди районних рад, районних державних адміністрацій, міст обласного значення та міста Тернополя, а також збірна Тернопільської обласної ради та обласної адміністрації змагались у футбол, волейбол, шахи, шашки та дартс на XV спартакіаді держслужбовців[15].
- 13 вересня — Тернопіль відвідав міністр юстиції України Павло Петренко, який взяв участь у засіданні колегії Тернопільської ОДА та відвідав Тернопільський обласний клінічний перинатальний центр «Мати і дитина»[16].
- 15 вересня — у Настасові Тернопільського району на базі ПАП «Агропродсервіс» відкрили завод із переробки сої[17].
- 18 вересня — в Бучачі освячено храм святого Володимира УПЦ КП, Архієрейську літургію очолив єпископ Тернопільський, Кременецький і Бучацький Нестор (Писик)[18]
- 20 вересня — у Зарваницькому духовному центрі відбувся конгрес делегатів 20 найбільших Марійських духовних центрів Європи[19].

### Жовтень
- Відділ туризму Тернопільської ОДА спільно з Національним заповідником «Замки Тернопілля» оголосили конкурс на кращу промоцію історичних міст і містечок Тернопілля[20].
- На Тернопільщині висадили майже 100 тисяч саджанців молодих дубів на площі близько 35 гектарів по всій області[21].
- 1—2 жовтня — у Збаражі відбувся традиційний міжнародний турнір з вільної боротьби пам'яті майстрів спорту Олександра Короля та Назарія Бойка, в якому взяли участь майже двісті спортсменів з усієї України, а також гості з Німеччини, Польщі Молдови, Словаччини[22].
- 13 жовтня — на Тернопільщині перебував Віце-прем'єр-міністр України, Міністр регіонального розвитку, будівництва та житлово-комунального господарства Генадій Зубко, який, зокрема, в Шумську відкрив Центр надання адміністративних послуг[23].
- 14 жовтня — у Вишнівецькому палаці відбулося «Свято Замку»[24][25].
- 18 жовтня — на хабарі затримали головного військового комісара Тернопільської області полковника Володимира Катинського, який вимагав 260 тис. грн неправомірної винагороди[26].
- 27 жовтня — голова Тернопільської ОДА Степан Барна підписав меморандум про співпрацю з іранським останом Альборз[27][28].
- 29 жовтня — на базі НОК «Червона калина» ТДМУ в Теребовлянському районі відбувся перший Всеукраїнський чемпіонат із домедичної допомоги[29][30].

### Листопад
- 1 листопада — Тернопільщину відвідав Надзвичайний і Повноважний Посол В'єтнаму в Україні Нгуєн Мінь Чі, який зустрівся з головою ТОДА Степаном Барною[31][32] та ректором ТДМУ Михайлом Кордою.[33].
- 3 листопада — область відвідав віце-прем'єр-міністр України Павло Розенко[34].
- 4 листопада — сесія Тернопільської обласної ради[35].
- 13 листопада — потужний циклон засипав область снігом, який у наступні дні створив надзвичайні ситуації на дорогах Тернопільщини, більше 360 населених пунктів залишилося без електропостачання[36].
- 13 листопада — Преосвященний Владика Дмитро Григорак відвідав Сосулівку Улашківського деканату, де очолив Архиєрейську Божественну Літургію та освятив відреставрований та наново перекритий храм Покрови Пресвятої Богородиці УГКЦ.

### Грудень
- 14 грудня — Президент України Петро Порошенко відвідав Чортків (відкрив першу чергу місцевої філії «СЕ Борднетце-Україна») та Бучач (агрофірму Петра Гадза)[37].

## Створено, засновано
- 6 лютого — рішенням № 74 2 сесії Тернопільської обласної ради шостого скликання в Тернопільські області оголошено 8 нових об'єктів природно-заповідного фонду[38]:
  - Вільшанки — ландшафтний заказник на околиці х. Вільшанки Старотаразької сільської ради Кременецького району;
  - Головачеве — ландшафтний заказник у водно-болотному масиві долини р. Гніздечна між селами Смиківці, Дичків і смт Великі Бірки Тернопільського району;
  - Джерело Пресвятої Богородиці — гідрологічну пам'ятку природи при в'їзді до с. Озерна у Зборівському районі;
  - Джерело Пресвятої Трійці — гідрологічну пам'ятку природи в смт Велика Березовиця Тернопільського району;
  - Крутнівська гора — ландшафтний заказник на околиці с. Крутнів Кременецького району;
  - Озернянські липи — ботанічну пам'ятку природи в с. Озерна Зборівського району;
  - Семенів потік — гідрологічну пам'ятку природи на східній околиці с. Базар Чортківського району.
- 27 липня — указом[39] Президента України в області створено:
  - Ваканци — ботанічний заказник загальнодержавного значення в Кременецькому і Шумському районах;
  - Під конем — ботанічний заказник загальнодержавного значення поблизу села Носів Підгаєцького району;
  - Товтровий степ — ландшафтний заказник загальнодержавного значення в Підволочиському районі.
- 30 листопада — рішенням № 428 4 сесії Тернопільської обласної ради шостого скликання в Тернопільські області оголошено 4 нових об'єкти природно-заповідного фонду[40]:
  - Поточанська гора — ботанічний заказник між селами Стриганці, Двірці та лісовим урочищем Поточани в Бережанському районі;
  - Капустинське болото — ландшафтний заказник у заплаві р. Гнізни у Збаразькому районі;
  - Шевченків дуб — ботанічну пам'ятку природи в с. Велика Плавуча Козівського району;
  - Ясен строкатий — ботанічну пам'ятку природи в м. Хоросткові Гусятинському районі.

## Особи

### Померли
- 31 січня — український учений в галузі фізики, педагог, громадський діяч, ректор Тернопільського державного технічного університету імені Івана Пулюя у 1991—2007 рр. Олег Шаблій (нар. 1935 в с. Чернихів Зборівського району)[41].
- 26 липня — український архівіст, педагог, краєзнавець, громадсько-культурний діяч, літератор, Богдан-Роман Хаварівський (нар. 1948 в с. Гумниська Теребовлянського району), похований 27 липня на Микулинецькому цвинтарі біля меморіалу жертв політичних репресій[42].
- 10 листопада — український краєзнавець, публіцист Богдан Пиндус (нар. 1944 в с. Настасові Тернопільського району)[43].

### Призначено, звільнено
- 15 січня — розпорядженням Президента України Петра Порошенка призначено:
  - Віталія Бебиха головою Бучацької районної державної адміністрації[44]
- 3 березня — розпорядженням Президента України Петра Порошенка звільнено:
  - Марію Павлік із посади голови Монастириської районної державної адміністрації.[45]
- 29 квітня — розпорядженням Президента України Петра Порошенка призначено:
  - Степана Бойка головою Монастириської районної державної адміністрації.[46]